# Artistic License
A Artistic License é uma licença de código aberto usada para certos pacotes de software livres e de código aberto, mais notavelmente a implementação padrão da linguagem de programação Perl e a maioria dos módulos CPAN, que são licenciados duplamente sob a Artistic License e a Licença Pública Geral GNU (GPL).

## História

### Artistic License 1.0
A Artistic License original foi escrita por Larry Wall. O nome da licença é uma referência ao conceito de licença artística .
Ainda não está claro se a Artistic License original é uma licença de software livre. A Free Software Foundation chamou explicitamente a Artistic License original de uma licença não livre, criticando-a por ser "muito vaga; algumas passagens são muito inteligentes para seu próprio bem, e seu significado não é claro". A FSF recomendou que a licença não fosse usada sozinha, mas aprovou a abordagem comum de licenciamento duplo AL/GPL para projetos Perl.
Em resposta a isso, Bradley Kuhn, que mais tarde trabalhou para a Free Software Foundation, fez uma reformulação mínima para esclarecer as passagens ambíguas. Isso foi lançado como Clarified Artistic License e foi aprovado pela FSF. Ele é usado pelo Paros Proxy, pelo kit de ferramentas JavaFBP e pelo NcFTP.
Os termos da Artistic License 1.0 estavam em questão no caso Jacobsen v. Katzer, na decisão inicial de 2009 do Tribunal Distrital dos Estados Unidos para o Distrito Norte da Califórnia, que declarou que licenças do tipo FOSS só poderiam ser aplicadas por meio de lei contratual e não por meio de lei de direitos autorais, em contextos onde os danos contratuais seriam difíceis de estabelecer. Em recurso, um tribunal federal de recurso “determinou que os termos da Artistic License são condições de direitos autorais executáveis”. O caso foi remetido ao Tribunal Distrital, que não aplicou os critérios do tribunal superior, com base no facto de, entretanto, o precedente do Supremo Tribunal aplicável ao caso ter sido alterado.  No entanto, isso não deixou de ser uma conclusão precipitada de que uma licença livre e de código aberto tem, no entanto, valor económico.   Jacobsen acabou por prevalecer em 2010, e o caso estabeleceu um novo padrão que torna os termos e condições da Artistic License 1.0 aplicáveis através de estatutos de direitos de autor e precedentes relevantes. 

### Artistic License 2.0
Em resposta ao processo de Request for  Comments (RFC) para melhorar a posição de licenciamento da linguagem de programação Raku, o rascunho de Kuhn foi amplamente reescrito por Roberta Cairney e Allison Randal para maior legibilidade e clareza jurídica, com contribuições da comunidade Perl. Isto resultou na Artistic License 2.0, que foi aprovada como uma licença de software livre  e de código aberto  .
A Artistic License 2.0 também se destaca pela sua excelente compatibilidade com outras licenças FOSS devido a uma cláusula de relicenciamento, uma propriedade que outras licenças como a GPL não possuem. 
 
You may Distribute your Modified Version as Source (either gratis or for a Distributor Fee, and with or without a Compiled form of the Modified Version) [...] provided that you do at least ONE of the following:
[...]
(c) allow anyone who receives a copy of the Modified Version to make the Source form of the Modified Version available to others under
(i) the Original License or

(ii) a license that permits the licensee to freely copy, modify and redistribute the Modified Version using the same licensing terms that apply to the copy that the licensee received, and requires that the Source form of the Modified Version, and of any works derived from it, be made freely available in that license fees are prohibited but Distributor Fees are allowed.
Ele foi adotado por algumas implementações da Raku, do framework Mojolicious e do NPM. Ele também é usado pelo emulador SNEeSe, que anteriormente era licenciado sob a Crarified Artistic License.
A OSI recomenda que todos os desenvolvedores e projetos que licenciam seus produtos com a Artistic License adotem a Artistic License 2.0. 